# Comportement
 (août 2024).
Si vous disposez d'ouvrages ou d'articles de référence ou si vous connaissez des sites web de qualité traitant du thème abordé ici, merci de compléter l'article en donnant les références utiles à sa vérifiabilité et en les liant à la section « Notes et références ».
Le terme « comportement » désigne les actions d'un être vivant. Il a été introduit en psychologie française en 1908 par Henri Piéron comme équivalent français de l'anglais-américain behavior. On l'utilise notamment en éthologie (humaine et animale) ou en psychologie expérimentale. Il peut aussi être pris comme équivalent de conduite dans l'approche psychanalytique.

## Généralités

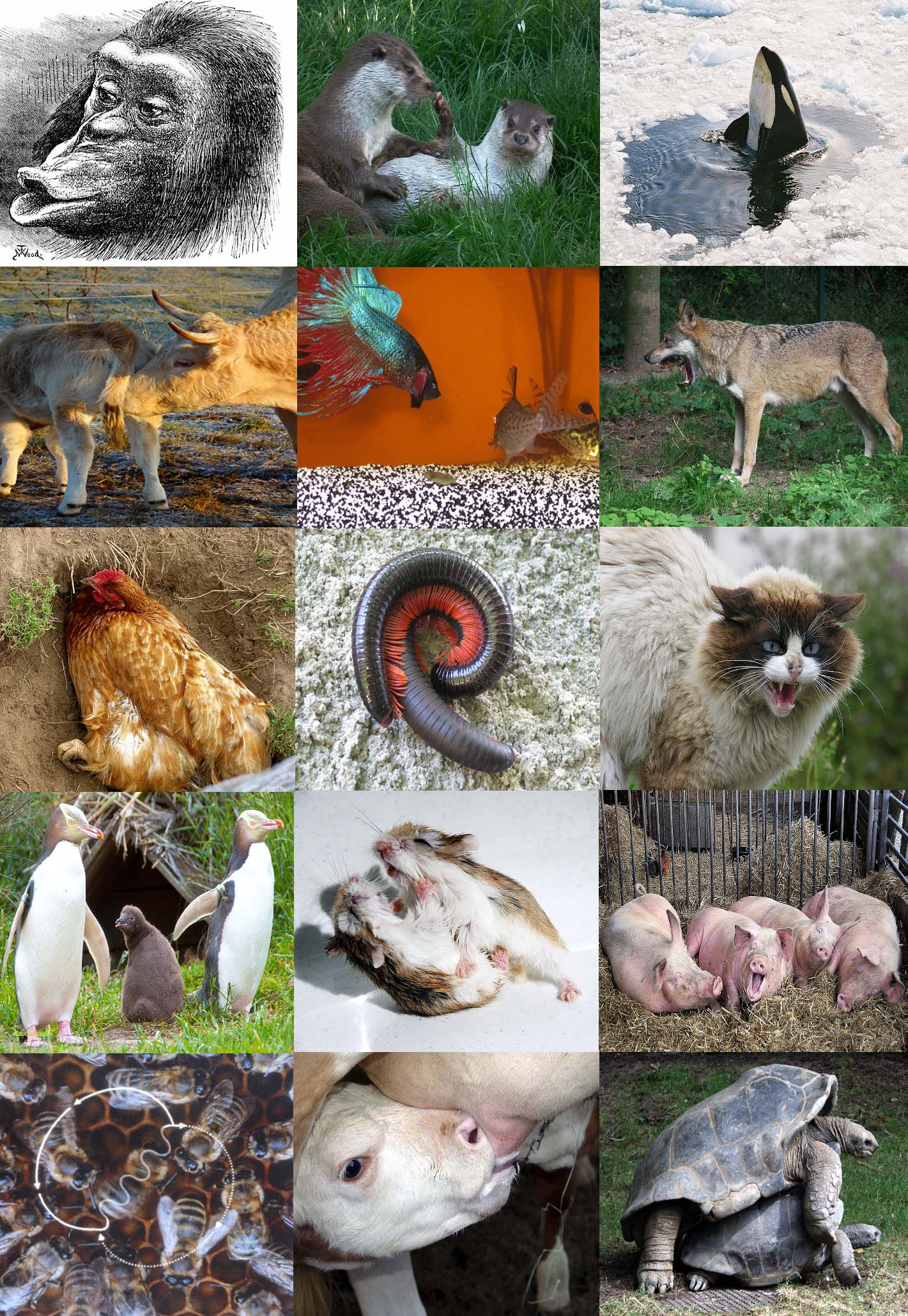
Exemples de comportements variés chez différentes espèces d’animaux

Le comportement d'un être vivant est la partie de son activité qui se manifeste à un observateur. Le comportement des animaux, humains et non-humains, peut être décrit comme l'ensemble des actions et réactions (mouvements, modifications physiologiques, expression verbale, etc.) d'un individu dans une situation donnée.
Les comportements animaux sont contrôlés par leur système endocrinien et leur système nerveux. La complexité du comportement d'un animal est en étroite relation avec la complexité de son système nerveux. Plus le cerveau est complexe, plus les comportements peuvent devenir élaborés et ainsi être mieux adaptés à l'environnement. Bien que des êtres vivants sans cerveau soit parfaitement adaptés comme les bactéries. L'origine, la fonction et le développement des comportements dépendent à la fois des interactions avec l'environnement et de l'héritage phylogénétique de l'espèce. Les principaux comportements fondamentaux sont les comportements alimentaire, sexuel, maternel, social, d'agression, de défense ou fuite et d'inhibition de l'action lorsque la lutte ou la fuite est impossible.
L'éthologie est la science qui étudie et décrit les comportements humain et animaux mais la « psychologie comportementale » met celui-ci au centre de ses études notamment via la physiologie et la neurobiologie qui étudient les phénomènes biologiques à l'origine de ces comportements. Les comportements peuvent être décrits comme innés ou acquis, conscients ou inconscients, et volontaires ou involontaires, automatiques ou contrôlés, etc. L'étude du comportement économique fait l'objet d'un champ de recherche particulier appelé économie comportementale.

## Définitions existantes
Ci-dessous, quelques définitions du concept de « comportement », extraites de la littérature scientifique actuelle :
- « Le comportement est un ensemble de phénomènes observables de façon externe. » (Gallo A. in Bloch p. 153)
- « Manière d'être et d'agir des Animaux et des Hommes, manifestations objectives de leur activité globale. » (Piéron H. in Bloch 1994 p. 153)
- « Le comportement est l'ensemble des réactions objectivement observables qu'un organisme généralement pourvu d'un système nerveux exécute en réponse aux stimulations du milieu, elles-mêmes objectivement observables. » (Watson J.B. in Bloch 1994 p. 153)
- « Le comportement est une réalité appréhendable sous la forme d'unités d'observation, les actes, dont la fréquence et les enchaînements sont susceptibles de se modifier ; il traduit en action l'image de la situation telle qu'elle est élaborée, avec ses outils propres, par l'être que l'on étudie : le comportement exprime une forme de représentation et de construction d'un monde particulier (Umwelt). » (Gallo A. in Bloch 1994 p. 154)

On observe que ces différentes définitions ne désignent pas tout à fait la même chose, vraisemblablement parce qu'elles ont été définies à partir d'une position externe par rapport à l'objet étudié, et que leurs auteurs proviennent de différents domaines scientifiques.

## Problématique centrale du concept
La première étape de l'élaboration d'une définition est d'identifier et de caractériser ce qui rend nécessaire la création de cette définition.
Une caractéristique majeure de certains organismes vivants est la capacité de mouvements, qui permet d'interagir activement avec l'environnement. Un aspect important de cette capacité est que le mouvement n'est pas un effet fortuit (comme le mouvement d'une branche au vent), mais le résultat d'une organisation spécifique de l'organisme.
Les facteurs primordiaux du vivant qui sont directement en relation avec cette capacité de mouvement sont : l’organisation, le mouvement, la limite et l’organisme. L’organisation est un facteur primordial et fondamental du vivant : tout être vivant est une structure hautement organisée. La désorganisation provoque la mort. Le mouvement est un autre facteur primordial du vivant : quasiment tous les éléments d'une structure vivante sont en mouvement perpétuel. L'arrêt du mouvement provoque la mort. La limite est également un facteur primordial du vivant : tous les êtres vivants possèdent des limites externes et souvent de nombreuses limites internes. La suppression des limites provoque la mort. L’organisme n'est une structure vivante que par l'existence de limites et de mouvements organisés.

## Définition synthétique
La synthèse de tous les éléments présentés ci-dessus permet d'élaborer une définition du concept de « comportement », basée sur les caractéristiques biologiques structurelles et fonctionnelles primordiales, et qui est valable pour tous les organismes vivants.

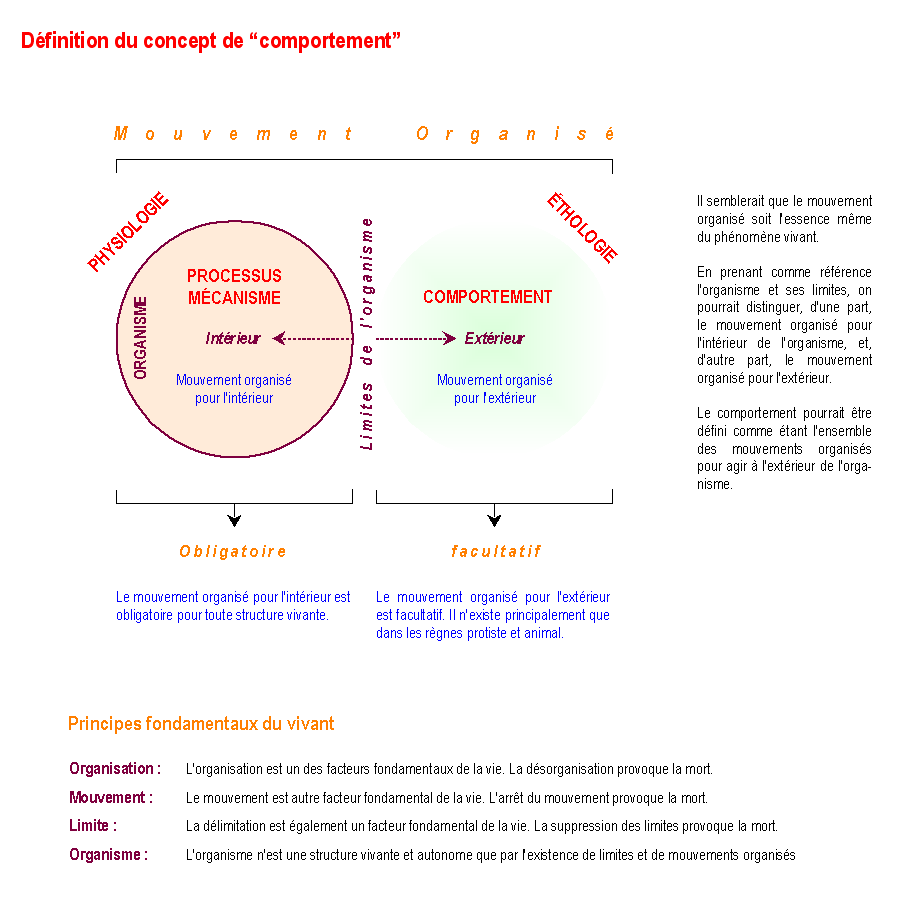
Concept de comportement

Voir la figure "Définition du concept de « comportement »", ci-contre.
On observe que le mouvement organisé pour l'intérieur de l'organisme (réactions enzymatiques, transport intracellulaire des molécules, pompes protéiques, endocytose, migrations cellulaires, circulation sanguine, etc.) est une nécessité vitale absolue pour tous les êtres vivants. Par contre, le mouvement organisé pour l'extérieur de l'organisme (locomotion, préhension, etc.), qui correspond à la notion de « comportement », est facultatif. Il n'existe principalement que dans les règnes protiste et animal.
En fonction de cette synthèse, la définition du concept de « comportement », valable pour tous les organismes vivants, est : ensemble des mouvements organisés pour agir à l'extérieur de l'organisme.
Cette définition, plus technique et plus précise que la définition générale et usuelle donnée en introduction, permet d'identifier sans ambiguïté tous les comportements : l'observation externe et objective d'un mouvement d'un organisme (ou d'une partie d'un organisme) est un comportement s'il existe des structures biologiques spécifiquement organisées pour produire ce mouvement ; par exemple le mouvement des yeux des mammifères n'est pas le résultat indirect des mouvements de la tête, mais résulte d'un contrôle neural (noyaux oculomoteurs III, IV et VI, etc.) des muscles oculaires : il existe donc un comportement oculaire.
L'éthologie est la science de la description et de l'étude systématique de ces mouvements organisés. Mais en général les éthologistes étudient surtout les comportements les plus élaborés : alimentaire, sexuel, de défense du territoire, etc.

## Le comportement dans les règnes du vivant
Parmi les six règnes actuellement reconnus (animal, champignon, végétal, protiste, archéobactérie, eubactérie), on observe des comportements essentiellement chez les animaux, et, de manière beaucoup plus limitée, chez les protistes. Néanmoins, quelques cas de mouvements spécifiquement organisés pour agir à l'extérieur de l'organisme peuvent être observés dans les autres règnes.

### Le comportement chez les végétaux
Le comportement végétal est un phénomène extrêmement limité[réf. nécessaire]. Le mouvement végétal dépend essentiellement du mécanisme hydrodynamique de la turgescence. « Des variations de turgescence de cellules très localisées de nombreuses plantes produisent chez elles des mouvements d’organes, tels que les fermetures de pétales de fleurs (liseron) ou de folioles (diverses papilionacées, ou, cas spectaculaire, la sensitive), ou les mouvements d’étamines (épine-vinette autogame), ou le reploiement des tentacules-pièges de feuilles de plantes carnivores, etc. » (Dauta J. 1999).
Chez les végétaux, l'exemple type de mouvements spécifiquement organisés et ayant une fonction en rapport avec l'environnement sont les mouvements de fermeture des pièges des plantes carnivores (dionées, droséras, etc.). Chez la dionée attrape-mouche (Dionaea muscipula), ce mécanisme est rendu possible grâce à trois petits poils se retrouvant sur la partie ventrale de la feuille. Lorsqu’un insecte marche sur la surface ventrale de la dionée attrape-mouche et touche l’un de ses petits poils, un signal électrique est envoyé, ce qui cause la fermeture de la plante en moins d’une seconde. L’agitation de l’insecte favorise une fermeture complète de la plante et la sécrétion des enzymes digestives qui permettront de tuer et digérer l’insecte. Une explication détaillée et une présentation animée des structures et des mécanismes impliqués dans ce comportement de prédation sont disponibles sur le site www.carnibase.com. Chez le droséra à feuilles rondes (Drosera rotundifolia), le bord et la face supérieure des feuilles sont composés de poils rougeâtres qui sont enduits d’une substance visqueuse et collante appelée mucilage. Cette sécrétion attire les insectes et une fois qu’ils se sont posés sur les feuilles, ces derniers sont coincés dans la substance collante. L’agitation de l’insecte pour se libérer cause la fermeture de la feuille, due au mouvement des poils se dirigeant vers l’insecte. 
Parmi d’autres facteurs favorisant le mouvement des feuilles, nous pouvons considérer les plantes qui sont sensibles au toucher. Chez le mimosa pudique (Mimosa pudica), les feuilles se plient rapidement en deux à la suite d'une stimulation tactile.

#### La réaction des plantes face à un stimulus sonore
Plusieurs scientifiques se penchent sur la question à savoir si certaines espèces de plantes pourraient réagir au son et si oui, quels en seraient les effets sur elles. Parmi les plantes étudiées, nous pouvons retrouver Chrysanthemum callus, une espèce de chrysanthème. Chez cette espèce, les scientifiques ont pu observer une augmentation de l’activité cellulaire sous l’effet du son. Cela veut donc dire qu’il y a une augmentation de l’entrée d’ions H+ dans les cellules. Cette activité joue une multitude de rôles tels que la croissance et la réaction aux stimuli environnementaux. Par contre, lorsqu’ils dirigeaient le son directement sur les pompes qui permettent l’entrée d’ions H+, ils ont pu remarquer que l’activité cellulaire diminuait. Nous pouvons donc comprendre que l’activité cellulaire est due à une série de réactions biochimiques, souvent aidées par des ions Ca2+. De plus, il a été démontré que l’activité cellulaire était très sensible à la concentration d’ions Ca2+ et que cette concentration augmentait sous l’effet du son. Alors, plus la concentration en ions Ca2+ est grande, plus grande sera l’entrée des ions H+ dans les cellules. Donc, nous pouvons comprendre que, chez Chrysanthemum callus, le son stimule l’augmentation des ions Ca2+, ce qui favorise l’augmentation de l’activité cellulaire de la plante.
Cette réaction a été observée chez d’autres types de plantes, telles que Desmodium gyrans. Chez cette plante, l'activité cellulaire provoque une augmentation de l’entrée d’eau dans les cellules, ce qui favorise le mouvement de ses petites feuilles latérales. Donc, nous pouvons comprendre que chez cette espèce de plante, le son permet le mouvement des petites feuilles latérales dû au fait que l’activité cellulaire, augmentant face à un stimulus sonore, favorise l’entrée d’eau dans la cellule et que cette entrée permet le mouvement des feuilles.
Les raisons expliquant le mouvement des feuilles face aux stimuli sonores chez certaines plantes restent encore ambiguës de nos jours. Certains scientifiques se penchent sur cette question pour essayer d’y trouver une réponse. Plusieurs hypothèses ont été émises pour expliquer ce phénomène. Une qui revient plus souvent est que le mouvement des feuilles face à un stimulus sonore serait un moyen de défense face à l’herbivorie. Chez le mimosa pudique (Mimosa pudica), les feuilles se replient lorsqu’elles sont touchées et ce qui fait diminuer la superficie de la feuille, rendant cette dernière moins appétissante pour les herbivores. Chez les différentes espèces de peupliers, les feuilles bougent à la moindre brise. Cela aiderait à déloger les insectes herbivores qui se nourrissent des feuilles de la plante et à les faire tomber au sol. Même si ceux-ci ne tombent pas, le mouvement des feuilles peut interrompre l’alimentation des insectes. De plus, le mouvement répétitif des feuilles peut décourager les insectes herbivores de venir se poser sur les feuilles. Donc, nous pouvons comprendre avec les exemples ci-haut que le mouvement des feuilles est un bon moyen pour se protéger face à l’herbivorie. Donc, ce n’est pas une mauvaise hypothèse de croire que les feuilles bougeant face à un stimulus sonore seraient un moyen de défense face à l’herbivorie. Par exemple, le bruit des ailes d’un insecte induirait le mouvement des feuilles de la plante, évitant ainsi qu’il se pose. Par contre, les scientifiques doivent continuer leur recherche pour déterminer la raison exacte du mouvement des feuilles face à des stimuli sonores.

### Le comportement chez les protistes
Les comportements des protistes sont très simples et se limitent essentiellement à des comportements de locomotion.
Les structures et les processus biologiques qui permettent ces mouvements organisés sont les mouvements amiboïdes de la membrane plasmique, et surtout ceux des cils et des flagelles. « Dans la bactérie intestinale Escherichia coli, par exemple, chaque flagelle est un filament rigide de 14 millièmes de micromètres de diamètre et de 10 micromètres de longueur, qui tourne à la vitesse incroyable de quelque 200 tours par seconde grâce à un petit moteur rotatif inséré dans la membrane et la paroi de la cellule » (Bornens M. 2005).
La direction du déplacement est contrôlée par la détection d'un gradient de concentration d'une molécule, qui est détectée par des récepteurs (phénomène de chimiotactisme). « Le déplacement ne se fait pas au hasard, et, même dans les cellules les plus simples, il apparaît nécessaire de postuler des mécanismes de stimulation et d’inhibition du mouvement » (Rozé C. 1999).

### Le comportement chez les animaux
On peut définir le comportement comme étant la manière d'agir ou de fonctionner de façon habituelle ou dans un but précis. On peut aussi définir le comportement comme étant une réponse à un stimulus. Cela suggère que le comportement est prévisible et est la conséquence de quelque chose. Pour faire simple on peut affirmer que le comportement est propre à chaque organisme vivant quel que soit le moment où on observe un animal en activité, nous sommes témoins de son comportement. On pourrait dire que l'animal dépourvu de comportement est un animal mort.
Le comportement peut être étudié à deux niveaux clés :
- Au niveau physiologique en étudiant comment les nerfs, les muscles, et les sens des animaux interagissent pour donner un comportement particulier.
- Au niveau de l'individu en étudiant les performances du comportement en relation avec l'environnement ou à la position sociale de l'animal. La science qui répertorie l'ensemble des comportements ou éthogramme d'une espèce est l'éthologie.

Le confinement joue un rôle sur le comportement des animaux. En effet les animaux vivant pendant des périodes prolongées dans des conditions non optimales développent des comportements stéréotypés qu'ils ne cessent de répéter. Certains de ces comportements stéréotypés peuvent être nuisibles et engendrer des dommages physiques aux animaux.

#### Le comportement chez les mammifères
Les comportements des mammifères peuvent être très complexes. Ils sont réalisés grâce à des structures et des organes spécialisés, hautement organisés : squelette articulé, muscles, et surtout un système nerveux spécialisé (motoneurones spinaux, système moteur pyramidal et extrapyramidal).

## Études en sciences sociales du comportement humain
La psychologie sociale étudie notamment les influences réciproques entre comportement individuel et comportement collectif. Il apparaît que l'individu en groupe ou dans une société, formelle ou informelle, perd plus ou moins une grande partie de son autonomie de pensée. Il a alors tendance à se rallier à la pensée et au comportement du groupe ou de la masse, et ainsi à se comporter différemment de ce qu'il ferait s'il était isolé. Des individus qui reçoivent des stimuli peuvent changer de comportement.
Un exemple de recherche pratique sur ces phénomènes est l'économie comportementale. Il existe une très forte interaction entre le comportement et la pensée. S'il est évident que la pensée influence le comportement, l'on sait aujourd'hui que le comportement influence de façon certaine la pensée. Les techniques de manipulation les plus efficaces sont basées sur ce principe, baptisé congruence. L'homme a besoin, pour son équilibre, de justifier son propre comportement et de s'autopersuader que ses actes sont légitimes et cohérents. L'expérience conditionne donc la pensée.
L'intelligence sociale organise la métrologie du comportement, et structure l'analyse différentielle avec le système de pensée et l'environnement dans lequel est plongé un acteur ou un groupe d'acteurs.

### Filmographie
- Conférence de Philip Gorwood (Pr en psychiatrie, Université Paris 7), faite pour l'« Université de tous les savoirs » intitulée Existe-t-il une génétique des comportements ?
- Mon oncle d'Amérique, Film d'Alain Resnais 1980, avec le Professeur Henri Laborit